# Truyền thuyết tình yêu
Truyền thuyết tình yêu (tiếng Hindi: सोहनी महिवाल/Sohni Mahiwal, tiếng Nga: Легенда о любви) là một bộ phim thuộc thể loại thần tiên - cổ tích do Điện ảnh Ấn Độ và Liên Xô hợp tác sản xuất, ra mắt lần đầu năm 1984.
Bộ phim phỏng theo một câu chuyện truyền thuyết đã lưu hành từ lâu đời trong dân gian Ấn Độ.
==Nội dung== kè

## Ê-kíp
- Âm nhạc: Anu Malik, Vladimir Milov
- Dựng phim: Davron Abdullayev, Abdulyev Duran, S.Pappu, Abdul Rashid Papu
- Thiết kế sản xuất: Sadritdin Zyamukhamedov
- Chỉ đạo nghệ thuật: Baburao Potdar

## Xem thêm

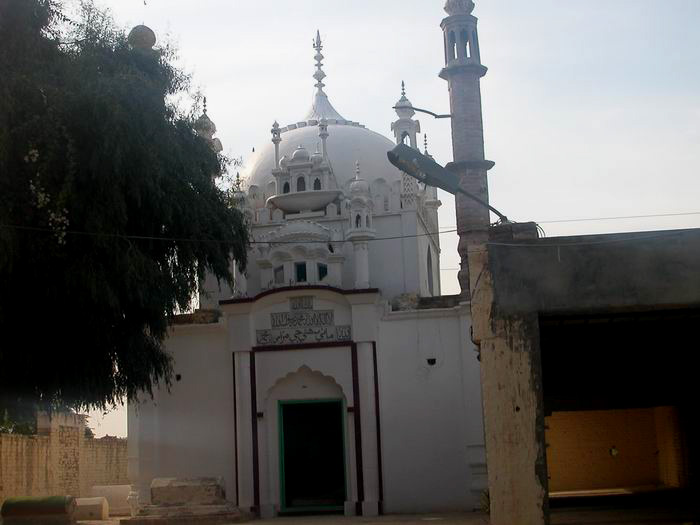
Ngôi đền Tình yêu ở Shahdadpur (nay thuộc Pakistan) - bối cảnh diễn ra câu chuyện